# Miles Franklin
Pour les articles homonymes, voir Franklin.
Œuvres principales
- Ma brillante carrière, My brilliant career (1901)
- Childhood at Brindabella
- Le pays d'en haut, Up the country
- Joseph Furphy : the legend of a man and his book

Miles Franklin est une écrivaine australienne née Stella Maria Sarah Miles Franklin en 1879 en Nouvelle-Galles du Sud, au sein d'une famille de propriétaires terriens, et morte en 1954 à Sydney.

## Biographie
Miles Franklin est née en 1879 à Talbingo (en), en Nouvelle-Galles du Sud, et a grandi dans la Brindabella Valley. Elle est l'aînée des enfants de John Maurice Franklin et Susannah Margaret Eleanor Franklin, née Lampe, descendante d'un des premiers forçats irlandais qui se soit installée en Australie. Sa famille faisait partie de la squattocratie (Le squat est un terme historique australien désignant une personne qui occupait une grande étendue de terres publiques afin d'y faire paître du bétail. Au départ, les squatters n'avaient souvent aucun droit légal sur la terre, mais le gouvernement colonial a reconnu qu'ils étaient propriétaires de la terre car ils étaient les premiers (et souvent les seuls) colons européens de la région. Finalement, le terme squattocratie, un jeu de mots sur aristocratie, est entré dans l'usage pour désigner les squatters et le pouvoir social et politique qu'ils possédaient). Elle est éduquée à la maison, dans une ferme isolée, jusqu'en 1889, date à laquelle elle fréquente un établissement public. 

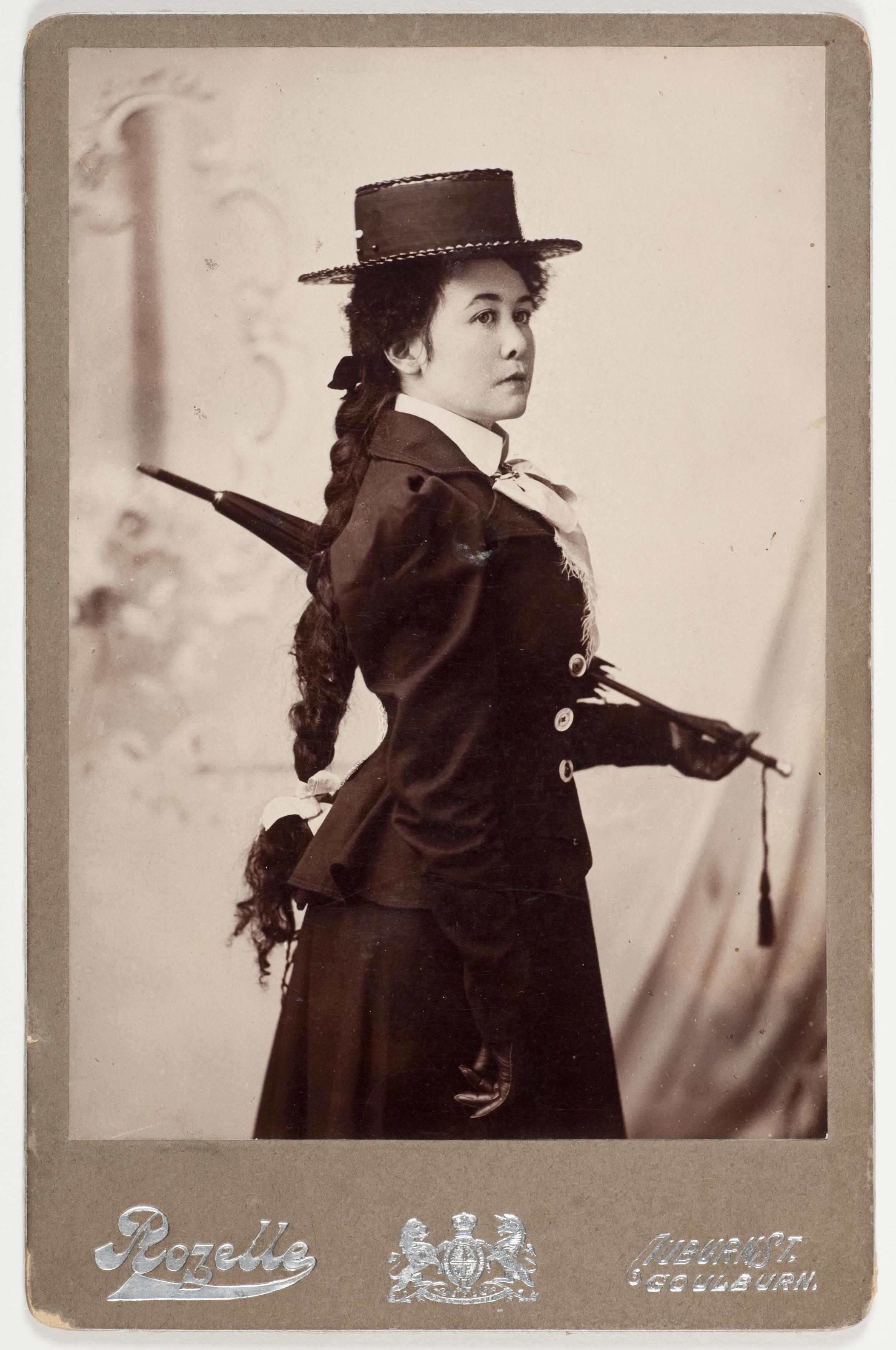
En 1901

En 1901, elle s'installe à Sydney, et entre en contact avec des écrivains et artistes tels que Henry Lawson, Norman Lindsay, Joseph Furphy, et avec des féministes telles que Rose Scott et Vida Gildstein. Cette même année 1901, elle publie son premier roman, My Brilliant Career [Ma brillante carrière], achevé dès 1899,  grâce à l’appui de l’auteur australien Henry Lawson, qui, à la suite de rejets locaux, obtient que l'œuvre soit publiée par William Blackwood & Sons, à Edimbourg et Londres. Après cette publication, elle tente une carrière d’infirmière puis de gouvernante, tout en écrivant pour des journaux et en rédigeant des manuscrits. Durant cette période, elle écrit la suite de Ma brillante carrière, mais la censure l’interdit de publication jusqu’en 1946.
En 1906, elle part vivre aux États-Unis. Elle impressionne la philanthrope Margaret Dreier Robins, présidente de la jeune Women's Trade Union League, qui lui propose un poste de secrétaire personnelle en octobre 1907. Puis en 1915, elle s’installe en Angleterre où elle travaille dans un hôpital. Elle sert également comme infirmière, dans les Balkans, pendant la Première Guerre mondiale. Elle rentre en Australie en 1932 et écrit de nombreux romans historiques sur le Bush australien, en partie sous le pseudonyme de Brent of Bin Bin.
Sa vie est caractérisée par sa volonté de ne jamais se marier, et ce malgré les nombreux prétendants. Elle fait partie des pionnières du féminisme australien,.
Elle meurt en 1954 dans une banlieue de Sydney. Dans son testament, elle lègue une somme importante afin que soit créé un prix littéraire annuel portant son nom, le Miles Franklin Literary Award.
Elle écrit une œuvre autobiographique, Childhood at Brindabella où elle raconte son enfance à Brindabella Valley.

## Adaptations cinématographiques majeures de ses pièces
- Ma brillante carrière (1979) par Gillian Armstrong avec Judy Davis et Sam Neill